# 影男 (漫画)
「影男」（かげおとこ）は、藤子・F・不二雄（発表時は藤子不二雄名義）の読切漫画作品。『マンガ少年』1979年2月号掲載。『藤子・F・不二雄 SF短編集PERFECT版』第5集に収録。
初出版と単行本版では結末が若干異なる。

## あらすじ
青木は、自宅でガールフレンドの倫子と輪廻転生の話をしていた。倫子を送ると、その隣に老人が越してきた事を知らされる。倫子は、自分を観察するような老人の目が気になっていた。
老人は、電話で倫子にメッセージを送ってきた。テスト勉強の忠告、そして、命に関わる警告。不安になった倫子は青木に相談、青木は老人の真意を探る。
実は、老人は倫子の転生した姿だった。倫子は、まもなく死ぬ運命にあり、それを回避しようと老人は影のように彼女を見守っていたのだが…。

## 登場人物
倫子
女子学生。隣の家の老人から、影のように付きまとわれている。
老人（影男）
倫子の家の隣に引っ越してきた。倫子を監視する。
前世療法により、自身が倫子の生まれ変わりであることを知る（時のもつれにより、倫子より先に生まれてきた）。倫子を月曜日に死ぬ運命から免れさせるため、倫子の前に現れた。
月曜日に倫子を家から遠ざけさせようと試みるが、失敗する。
青木
倫子の幼馴染。超常現象に興味を持っている。